# Torre Miramar
La torre Miramar és una torre mirador ubicada en l'avinguda de Catalunya, entre els barris de Benimaclet i la Carrasca; enclavada en la Ronda Nord de València, està en els confins de la ciutat, a tocar d'Alboraia. Inaugurada el 2009, es tracta d'una edificació feta en formigó de 45 metres d'altura i capacitat per a 160 persones. Tot i el nom, des del mirador no s'arriba a vore la mar, només l'horta de Vera, l'actual avinguda dels Tarongers, la Universitat de València (UV) i la Universitat Politècnica de València.

## Història

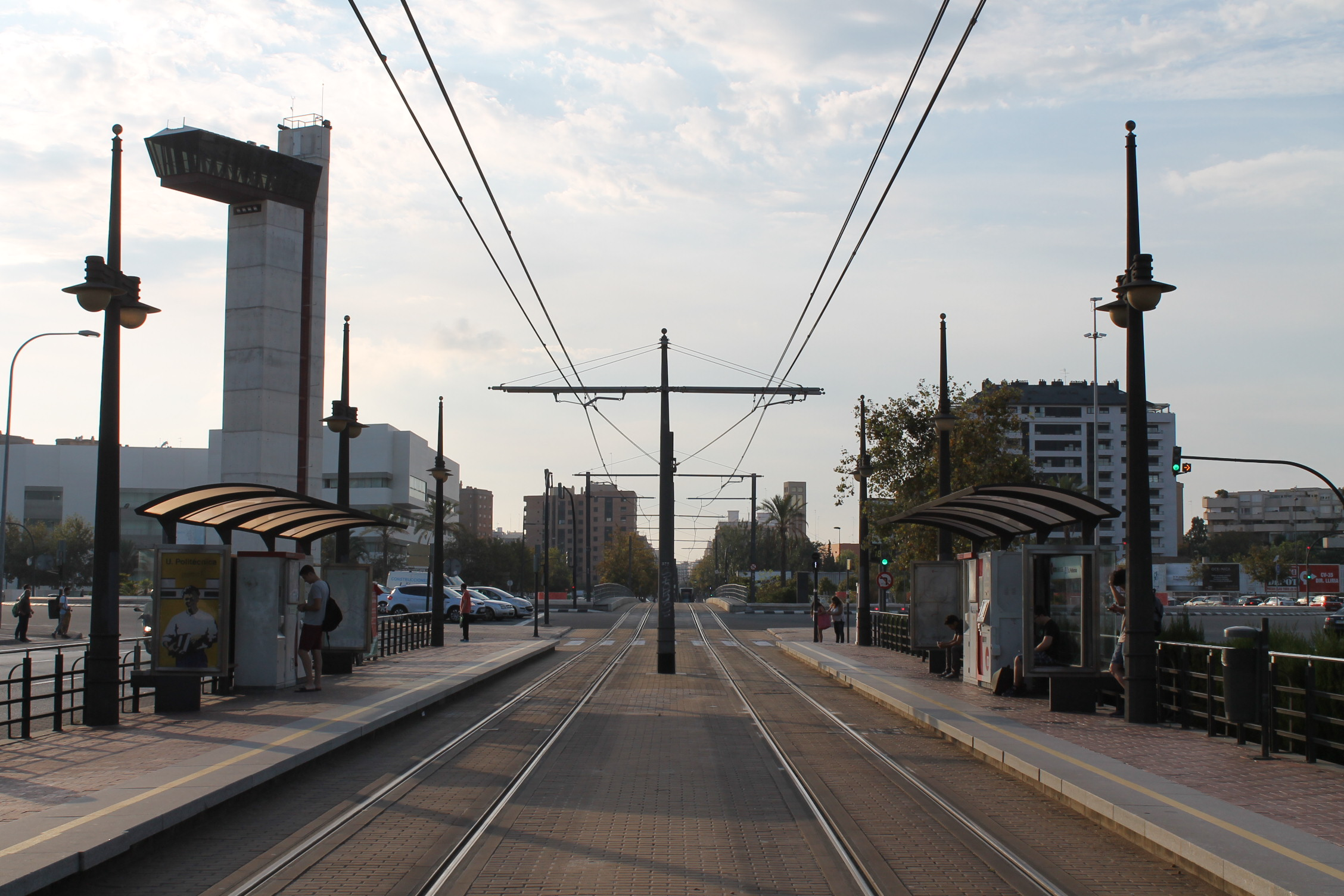
La Torre Miramar, vista des de l'estació d'Universitat Politècnica

La construcció començà nou anys abans de la inauguració i, tot i que el presupost inicial eren 14 milions d'euros, els sobrecosts afegirien deu milions més al compte final. La torre, part d'un projecte més ampli amb 7.000 metres quadrats construïts en fonts, redones i un pas inferior, fou inaugurada el juny de 2009 amb la presència de l'aleshores president del govern d'Espanya, José Luis Rodríguez Zapatero i l'alcaldessa de València, Rita Barberà. Com que el monument es troba a una carretera nacional espanyola (la V-21), la construcció de la Torre Miramar implicà als governs estatal, autonòmic i municipal. Tres mesos després de la inauguració i per desavinences entre els governs estatal i municipal sobre qui havia de fer-se càrrec de les despeses de manteniment, la torre tancà l'accés per al públic general. Pocs anys després, el 2011, l'ascensor s'avarià i l'estat refusà reparar-ho si abans l'ajuntament no decidia res sobre l'ús de la torre. L'any 2022, ja amb Joan Ribó com a alcalde, s'adeqüà l'entorn de la torre com a espai d'esport urbà (skate, parkour, etc); a més, el ministeri de foment d'Espanya, instal·là un pas de vianants per a accedir-hi a la redona.